# Eleodes suturalis
Eleodes suturalis es una especie de escarabajo del género Eleodes, tribu Amphidorini, familia Tenebrionidae. Fue descrita científicamente por Say en 1824.
Se mantiene activa durante todos los meses del año.

## Descripción
Mide 22-27 milímetros de longitud.

## Distribución
Se distribuye por Estados Unidos y México.